# Rhabdastrella intermedia
Rhabdastrella intermedia är en svampdjursart som beskrevs av Wiedenmayer 1989. Rhabdastrella intermedia ingår i släktet Rhabdastrella och familjen Ancorinidae. Inga underarter finns listade i Catalogue of Life.